# ODROID

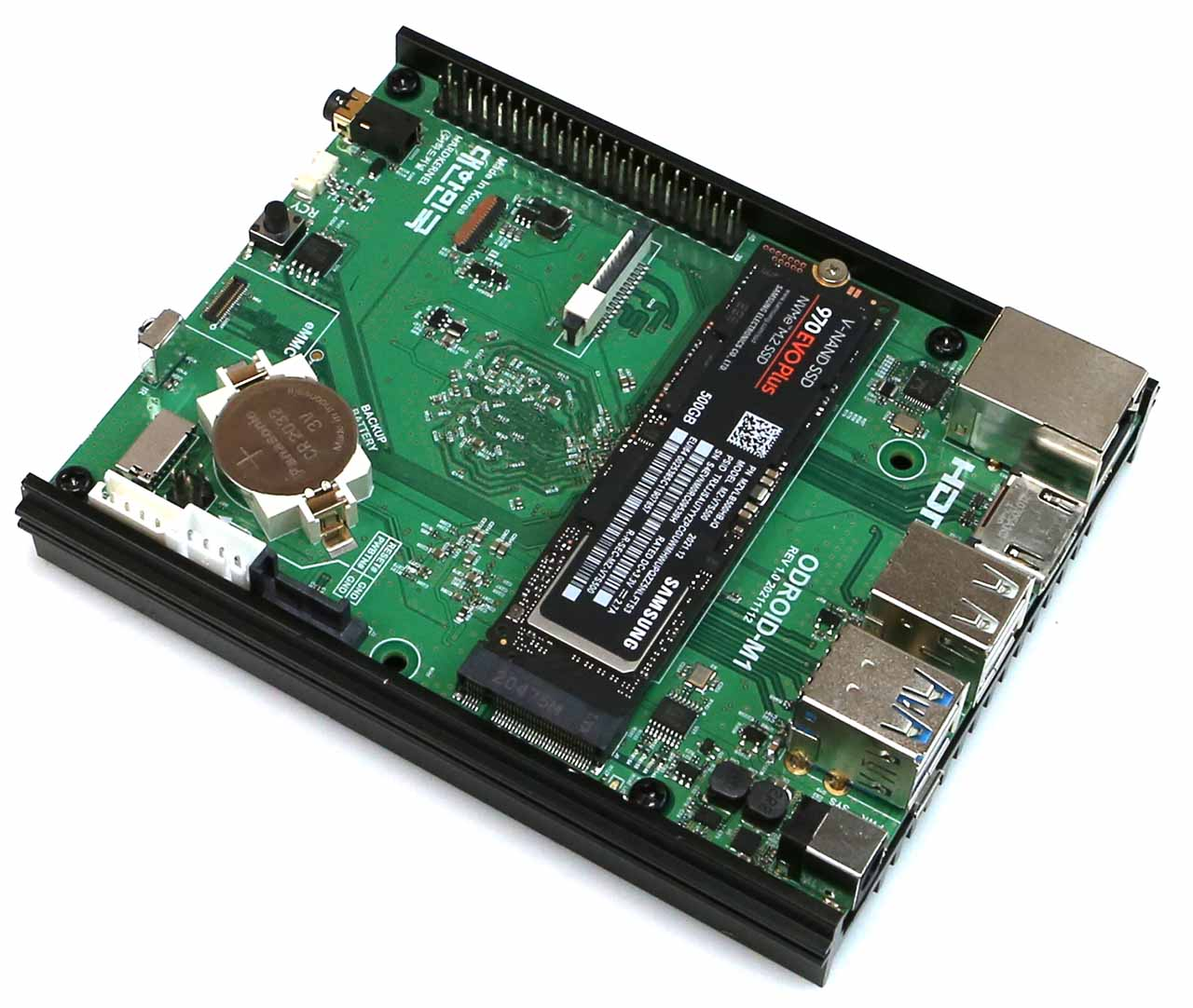
Odroid M1

ODROID je řada jednodeskových počítačů (SBC) vyvinutých jihokorejskou společností Hardkernel Co., Ltd. Tato zařízení si získala oblibu mezi nadšenci, vývojáři a výrobci díky své cenové dostupnosti, všestrannosti a open-source povaze. Mnoho systémů ODROID je schopno provozovat nejen Android, ale i běžné distribuce Linuxu.

## Základní vlastnosti

### Procesory
Desky ODROID jsou známé pro své výkonné procesory. Tyto procesory jsou obvykle založené na architektuře ARM a desky jich používají vysokou variaci, od nízkoenergetických Cortex-A55 po vysoce výkonné Cortex-A78. Některé moderní desky využívají místo ARM procesorů Intel procesory.

### Konektivita
Různé možnosti I/O včetně portů USB, Ethernet, HDMI a GPIO pinů umožňují flexibilní konektivitu a různé aplikace ODROID desek.

### Kompatibilita s open-source
ODROID desky jsou vysoce kompatibilní s moha operačními systémy. ODROID podporuje několik Linux distribucí jako je například Debian nebo Fedora. Kromě Linux distribucí také ODROID podporuje OpenBSD, Genode a jeden model dokonce i Windows.

### Rozvoj řízený komunitou
ODROID obklopuje silná a aktivní komunita, která poskytuje podporu, návody a vlastní firmware. Hardkernel aktivně spolupracuje s komunitou a vydává pravidelné aktualizace a vylepšení.

## Využití
Desky ODROID mají vysokou škálu využití. Jako mnoho jiných jednodeskových počítačů se dají desky ODROID použít jako domácí servery. Dále se využívají jako zařízení IoT například pro inteligentní domácí automatizaci. Několik desek ODROID bylo specificky vytvořeno pro emulaci herních prostředí jako třeba Wii, nebo emulaci klasických videoher pro „retro gaming“.

## ODROID-M2
V roce 2024 společnost Hardkernel vydala model ODROID-M2 který je vylepšením modelů ODROID-M1 a M1S a posouvá se tak do vyšší třídy s jeho vysoce výkonným procesorem. ODROID-M2 je totiž vybaven osmijádrovým procesorem ARM Cortex-A76 a Cortex-A55, který poskytuje působivý výkon pro náročné úkoly. Obsahuje 8 GB LPDDR5 RAM, která poskytuje dostatečnou šířku pásma paměti pro hladký multitasking a vysoce výkonné aplikace. ODROID-M2 má až pětkrát rychlejší GPU než jeho předchůdci a až třikrát rychlejší NPU. Deska také obsahuje 64 GB úložiště eMMC, které nabízí rychlé spouštění a rychlosti přenosu dat. Navíc podporuje M.2 NVMe SSD pro ještě rychlejší úložiště. Nakonec ODROID-M2 nabízí různé možnosti připojení, včetně gigabitového Ethernetu, Wi-Fi, Bluetooth, USB 3.0 a HDMI 2.0.